# アンジェロ・ムーア
アンジェロ・クリストファー・ムーア（Angelo Christopher Moore、1965年11月5日 - ）は、アメリカのミュージシャン。

## 出演

### TV
- 金髪先生

## 参加作品
- ナッシングス・ショッキング
  - ジェーンズ・アディクションのアルバム。
- Sunny Side of the Street
  - 東京スカパラダイスオーケストラのミニアルバム。楽曲「All Good Ska Is One」のボーカルを担当。